# 邦维拉尔
邦维拉尔（法語：Bonvillars）是瑞士联邦西部法语区的沃州下设的一个市镇。在行政上属于沃州北汝拉区管辖。邦维拉尔的总面积为7.54平方公里。截至2007年，总人口为426。

## 地理
邦维拉尔位于沃州北部，东南是纳沙泰尔湖，西侧以阿尔农河为界。